# Francisco Filippi
Francisco Filippi (Santa Fe, Argentina; 17 de mayo de 1994) es un futbolista argentino con ciudadanía italiana. Juega como mediocampista ofensivo y su primer equipo fue Colón de Santa Fe. Actualmente milita en Unión de Sunchales del Torneo Federal A.

## Trayectoria
Comenzó su carrera en las divisiones inferiores de Colón de Santa Fe hasta llegar al equipo de Reserva. En junio de 2016 fue cedido a Freamunde de Portugal, allí tuvo su debut como profesional y se mantuvo durante el lapso de una temporada. Una vez finalizado su préstamo, en junio de 2017 regresó a Colón de Santa Fe, donde no tuvo chances en el primer equipo y quedó en libertad de acción tras finalizar su contrato.
Ya con el pase en su poder, jugó también en Milwaukee Torrent de los Estados Unidos y Virtus Ispica de Italia.

## Clubes
| Club               | País           | Año       |
| ------------------ | -------------- | --------- |
| Colón de Santa Fe  | Argentina      | 2015-2016 |
| Freamunde          | Portugal       | 2016-2017 |
| Colón de Santa Fe  | Argentina      | 2017-2018 |
| Milwaukee Torrent  | Estados Unidos | 2019      |
| Virtus Ispica      | Italia         | 2020-2021 |
| Unión de Sunchales | Argentina      | 2021-?    |